# Baille (Maßeinheit)
Baille war ein französisches Volumenmaß für Steinkohlen in Rochelle und Rochefort
- 1 Baille = 1160 ½ Pariser Kubikzoll = 23 Litres[2]
- 80 Bailles = 1 Muid = 5 ¼ Last (Hamburger)[3]